# Marble Madness

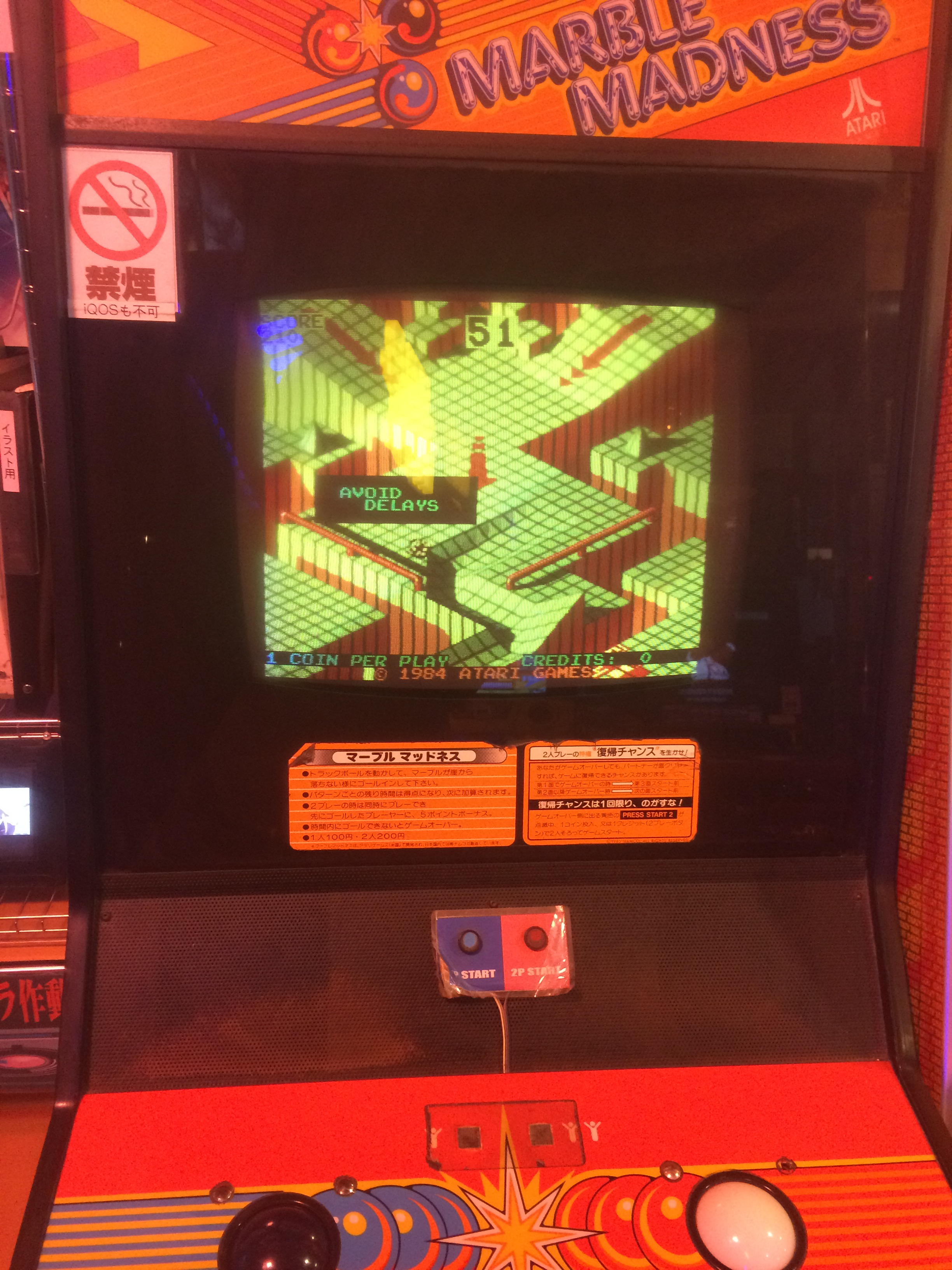
Arcade-Automat mit dem Spiel, fotografiert in Tokio, Japan.

Marble Madness ist ein Automatenspiel, das 1984 von Atari Games veröffentlicht wurde. Später wurde es auf viele Heimcomputer portiert.

## Spielbeschreibung
Die Spielfigur ist eine Kugel, die per Trackball (bei Computern per Maus oder Joystick) auf einer dreidimensionalen Fläche bewegt werden kann und Einflüssen wie Beschleunigung, Verzögerung, Stoß gegen eine Wand oder Sturz in einen Abgrund ausgesetzt ist. Daneben gibt es noch spezielle Leveleffekte, wie Eisflächen oder Mechanismen, die die Spielkugel in die Luft befördern.
Im Einzelspieler-Modus wird die Kugel des Spielers gelegentlich von Kugeln abgelenkt, die vom Computer gesteuert werden. Insgesamt gibt es sechs Levels im Spiel: Practice, Beginner, Intermediate, Aerial, Silly und Ultimate. Im Practice-Level macht der Spieler sich lediglich mit der Steuerung vertraut und kann bei geschickter Führung seiner Kugel Bonuspunkte erlangen. Im vorletzten Level (Silly) sind die Spielregeln und das Schwerkraftgesetz auf den Kopf gestellt: die Spielerkugel jagt Miniaturausgaben der Gegner und läuft von selbst Rampen hinauf.
Die 3D-Ansicht ist isometrisch. Designer des Spiels ist Mark Cerny, der bei der Entwicklung 18 Jahre alt war.
Arcade-Hardware war, wie bei Gauntlet, das Atari System I.
Die Amiga-Version war die erste 1:1-Umsetzung des Automaten auf einen Heimcomputer, was die Grafik angeht. Lediglich beim Sound und bei der Geschwindigkeit des Spielablaufs mussten auf dem Amiga leichte Abstriche in Kauf genommen werden. Auf allen anderen damaligen Plattformen musste das Spiel mit Abstrichen umgesetzt werden.

## Nachfolger
1991 wurde ein Prototyp Marble Madness 2: Marble Man entwickelt. Dieser war für drei Spieler gedacht und enthält einen Unterwasser-Level. Es existiert mindestens ein funktionsfähiger Automat. Der Besitzer hat sich verpflichtet, die ROM-Abbilder des Spiels nicht zu veröffentlichen. Es gibt zahlreiche ähnliche Versionen für moderne PCs oder andere Systeme.

## Ähnliche Spiele
- Marble Maze (für Tandy TRS-80 Color Computer)
- Neverball (für Windows, Linux, FreeBSD, Mac OS X und Dreamcast)
- Trackballs für Linux und Windows
- Gyroscope (für C64, 1985 von Catalyst Coders)
- Spindizzy (für C64, 1986 von Electric Dreams)
- Super Monkey Ball (Sega)
- Katamari Damacy
- Kororinpa (für Wii von Hudson)
- Hamsterball für Windows
- Oxyd (entfernt damit verwandt)
- Rock’n’Roll (für Amiga)
- Marble It Up!

## Rezeption
Die deutsche Happy Computer hielt fest, dass die Unterschiede zwischen der Amiga-Version und der technisch höherwertigen Automatenversion so gering seien, dass man sie beim Spielen nicht bemerke. Es handele sich mithin um eine perfekte Automatenumsetzung. Redakteur Heinrich Lenhardt lobte die „farbenprächtige 3D-Grafik“ sowie den Zwei-Spieler-Modus. Kritisiert wurde das Fehlen einer Highscore-Tabelle.